# Championnats du monde de cyclisme sur piste 1896
Navigation
Cologne 1895 Glasgow 1897

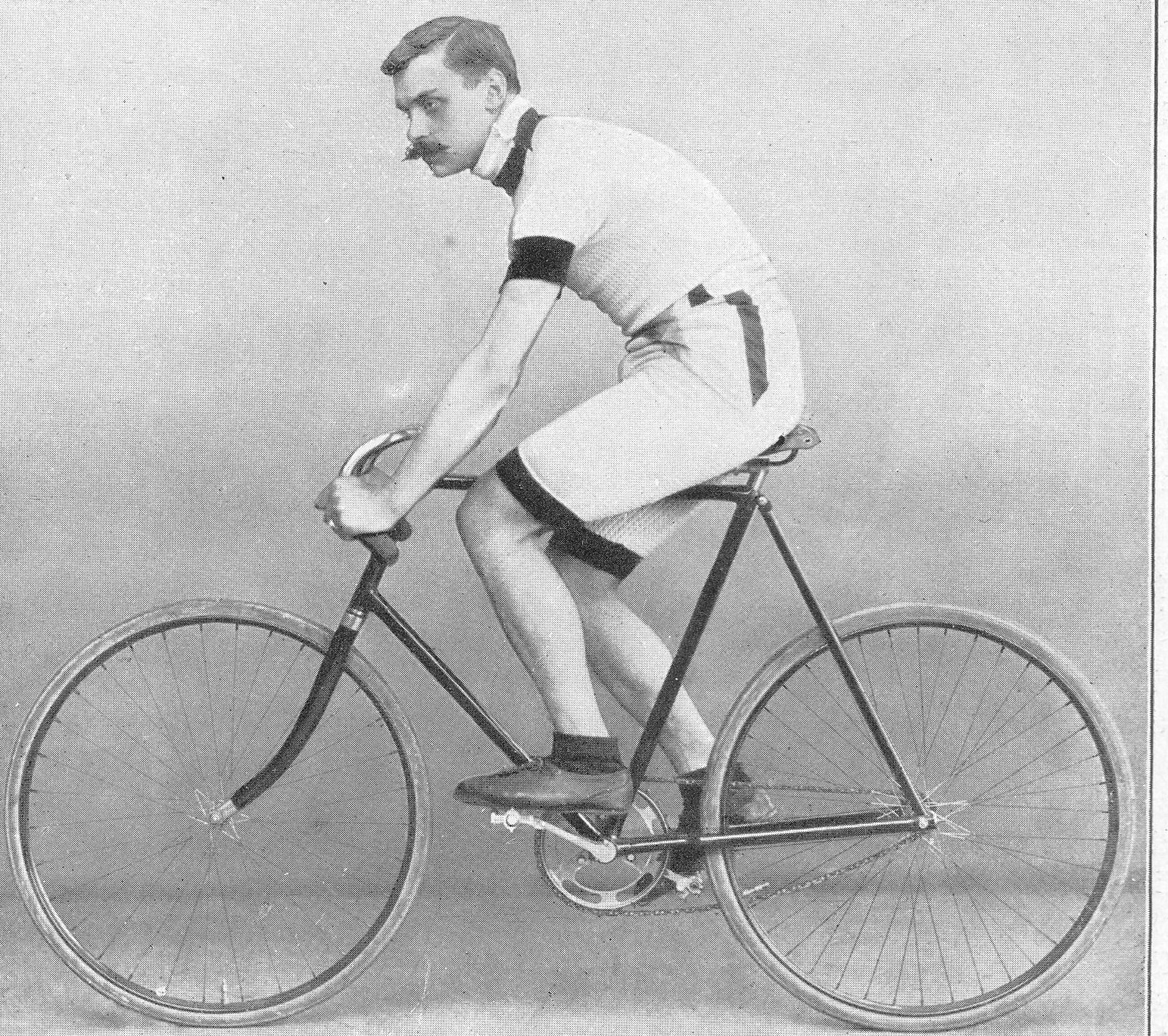
Jack William Stocks

Les Championnats du monde de cyclisme sur piste 1896 ont eu lieu à Copenhague au Danemark, du 15 au 17 août 1896. 
Les épreuves se sont déroulées au vélodrome d'Ordrup dans la banlieue nord de Copenhague. Quatre courses sont au programme, deux pour les amateurs et deux pour les coureurs professionnels. . La vitesse est disputée sur 1 mile (1609 mètres) et le demi-fond sur plus de 100 km. Environ 120 cyclistes participent à la compétition. L'International Cyclists Association, l'organisme prédécesseur de l'UCI organise les épreuves.
Lors de l'épreuve de demi-fond, les Britanniques Arthur Adalbert Chase et Jack William Stocks sont au coude-à-coude, jusqu'à ce que Stocks glisse sur la piste rendue humide par la pluie, au 80e kilomètre.
La famille royale danoise assiste à la course de demi-fond professionnel. Le roi  Christian IX demande à la fin de l'épreuve si Chase, le vainqueur est fatigué. Celui-ci malgré l'effort qu'il a fourni semble en pleine forme et répond par un vigoureux « Non ».
Lors de la cérémonie de remise des prix, présidée par le roi du Danemark Christian IX, les animateurs hissent « L'Union Jack » britannique et jouent l'hymne national britannique « God Save the Queen » pour Reynolds qui proteste avec colère et dit qu'il est irlandais, un drapeau vert est hissé et une chanson irlandaise est jouée. 

## Résultats

### Podiums professionnels
| Compétition | Or                                | Argent                          | Bronze                              |
| ----------- | --------------------------------- | ------------------------------- | ----------------------------------- |
| Vitesse     | Paul Bourrillon France            | Charley Barden Royaume-Uni      | Edmond Jacquelin France             |
| Demi-fond   | Arthur Adalbert Chase Royaume-Uni | Jack William Stocks Royaume-Uni | Franz Gerger Empire austro-hongrois |

### Podiums amateurs
| Compétition | Or                       | Argent                  | Bronze                    |
| ----------- | ------------------------ | ----------------------- | ------------------------- |
| Vitesse     | Harry Reynolds Irlande   | Edwin Schräder Danemark | Charles Guillaumet France |
| Demi-fond   | Fernand Ponscarme France | Mikhaïl Diakov Russie   | Anton Hansen Danemark     |

## Tableau des médailles
| Rang  | Nation                 | Or | Argent | Bronze | Total |
| ----- | ---------------------- | -- | ------ | ------ | ----- |
| 1     | France                 | 2  | 0      | 2      | 4     |
| 2     | Royaume-Uni            | 1  | 2      | 0      | 3     |
| 3     | Irlande                | 1  | 0      | 0      | 1     |
| 4     | Danemark               | 0  | 1      | 1      | 2     |
| 5     | Russie                 | 0  | 1      | 0      | 1     |
| 6     | Empire austro-hongrois | 0  | 0      | 1      | 1     |
| Total | Total                  | 4  | 4      | 4      | 12    |